# Napoli (Ballett)

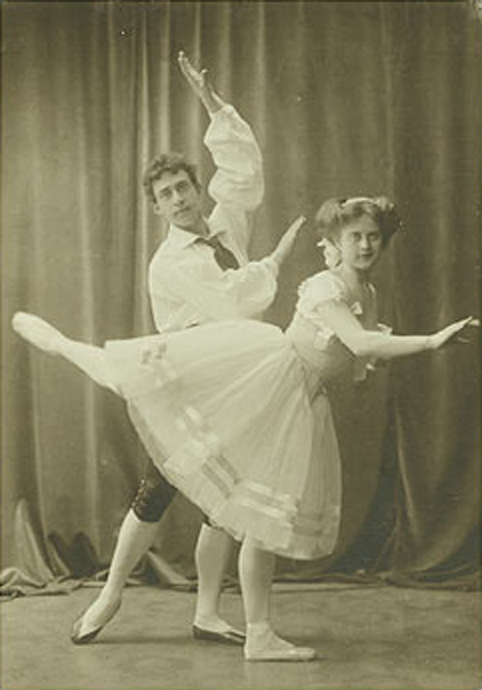
Grethe Ditlevsen und Richard Jensen im Pas de six (3. Akt) in Napoli, 1909

Napoli oder Der Fischer und seine Braut ist eine Ballett-Pantomime von August Bournonville, die ihre Uraufführung am 29. März 1842 in Kopenhagen erlebte. Die Musik ist eine Gemeinschaftsarbeit der dänischen Komponisten Edvard Helsted (Akt 1), Niels W. Gade (Akt 2), Holger Simon Paulli (Akt 3) und Hans Christian Lumbye (Galopp im Finale von Akt 3), unter Verwendung von Volksweisen und einer Melodie von Gioachino Rossini.
Das Ballett gilt neben La Sylphide (1836) als das bedeutendste Werk von Bournonville, dessen Originalchoreografie im Repertoire des Königlichen Dänischen Balletts mit relativ wenigen Veränderungen erhalten blieb. Besonders berühmt sind der Pas de six und die Tarantella im 3. Akt.

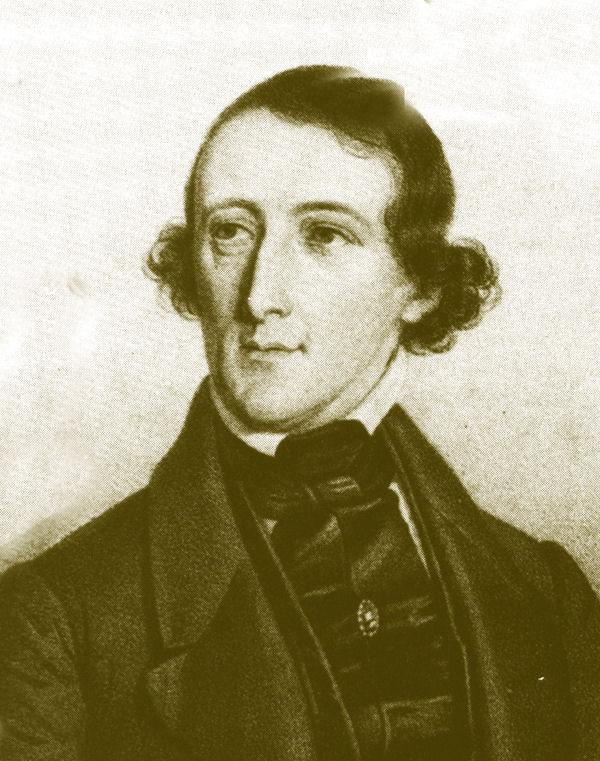
August Bournonville, Lithographie von Em. Baerentzen, 1841

## Aufführungsgeschichte
Zu Bournonvilles Lebzeiten erlebte das Ballett einige Aufführungen außerhalb von Dänemark: Im Juni und Juli 1843 im Stadttheater in Hamburg, und 1856 in Wien, wo die italienischen Tänzer Lorenzo Vienna als Gennaro und Carolina Pocchini als Teresina auftraten. Für die Wiener Produktion schuf Vienna, der auch als Choreograf wirkte, einen Pas de deux für den 3. Akt zu einer Musik von Matthias Strebinger; dieses Stück gefiel Bournonville so gut, dass er es kaufte und zwei Jahre später in Kopenhagen in einer nur leicht abgewandelten Form in seinem Ballett Blumenfest in Genzano (1858) einbaute – dieses eigentlich als Einlage für Napoli entstandene Stück ist daher heute als Pas de deux „Blumenfest in Genzano“ (oder „Flower Festival in Genzano“) weltberühmt.
Für eine neue Produktion des Balletts im Jahr 2009 mit dem Königlichen dänischen Ballett nahmen Nikolaj Hübbe und Sorella Englund teilweise drastische Änderungen vor: unter anderem wurde die Handlung in die 1950er Jahre verlegt, der christliche Hintergrund wurde gestrichen und Gades Musik des 2. Akts wurde durch eine Neukomposition von Louise Alenius Boserup ausgetauscht. Es ist das erste Mal in der Geschichte dieser Ballettkompanie, dass ein Bournonville-Ballett so massiv verändert wurde.

## Personen
- Gennaro, ein junger Fischer
- Teresina
- Veronica, Mutter von Teresina
- Giacomo, Maccaroni-Verkäufer
- Peppo, Limonaden-Verkäufer

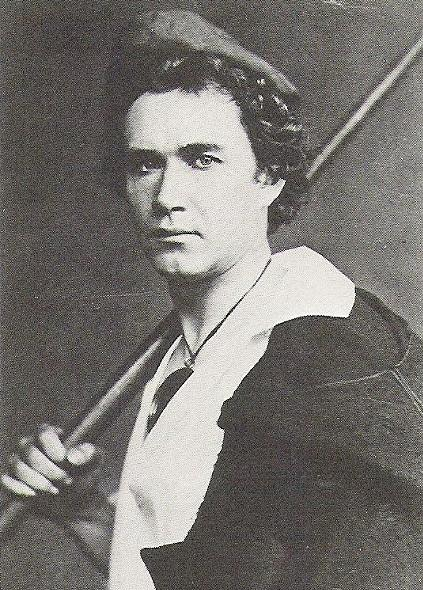
Nicht identifizierter Tänzer in Napoli, 1860 (Foto von Harald Scharff)

- ein Straßensänger und ein Trommler (Pantomime)
- Fra Ambrogio, ein Mönch
- Grotto, Meeres-Dämon

Puppenspieler, Tänzer und Tänzerinnen (im Ballabile des 1. Akts), Najaden (2. Akt), Freunde und Freundinnen von Gennaro und Teresina (Pas de six und Tarantella im 3. Akt), Festgäste u. a.

## Handlung
Die Handlung spielt in Neapel und Umgebung und ist Ausdruck einer romantischen Italiensehnsucht. Bournonville hatte die Idee zu dem Ballett während einer Italienreise, die er 1841 machte, nachdem er Dänemark wegen eines Fauxpas’ gegenüber dem dänischen König, den er öffentlich von der Theaterbühne aus angesprochen hatte, für einige Zeit verlassen musste. Die folgende Inhaltsangabe folgt der Originalversion, wie sie 1986 mit dem Königlichen Dänischen Ballett verfilmt wurde; Änderungen in moderneren Produktionen können hier nicht berücksichtigt werden.

### Akt 1: Eine Piazza in Neapel mit Blick auf den Vesuv

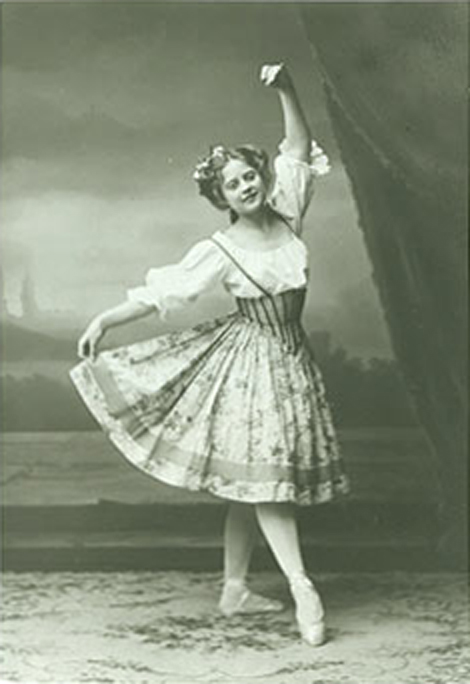
Grethe Ditlevsen im 1. Akt von Napoli, Kopenhagen 1905

Teresina und der Fischer Gennaro lieben sich, aber Teresinas Mutter Veronica würde ihre Tochter lieber mit einem der beiden älteren und wohlhabenden Freier, dem Maccaroni-Verkäufer Giacomo oder dem Limonaden-Verkäufer Peppo, vermählen. Als Teresina und Gennaro Veronica jedoch inständig bitten in ihre Heirat einzuwilligen, sagt diese schließlich doch „Ja“. Eifersüchtig über das Glück des jungen Paares, versucht Peppo den Ruf von Gennaro durch ein böswilliges Gerücht zu ruinieren (hier hört man die Musik von Rossinis berühmter Arie „La Calunnia“ (Die Verleumdung) aus Der Barbier von Sevilla).
Auf der Piazza beginnt ein Straßenfest mit Tänzern, einem Straßensänger und Puppenspielern, doch als gegen Abend ein heftiges Gewitter mit Sturm aufzieht, muss das Fest abgebrochen werden. Nach dem Sturm ist Teresina verschwunden und alle glauben, dass sie ertrunken ist. Ihre Mutter und Gennaro sind in höchster Verzweiflung und Gennaro betet zu einem Madonnenbild an einer Ecke der Piazza. Da kommt der Mönch Fra Ambrogio vorbei und ermuntert Gennaro, Teresina zu suchen; zum Schutz und als Glücksbringer gibt er ihm eine Kette mit einem Bild der Madonna.

### Akt 2: Die blaue Grotte

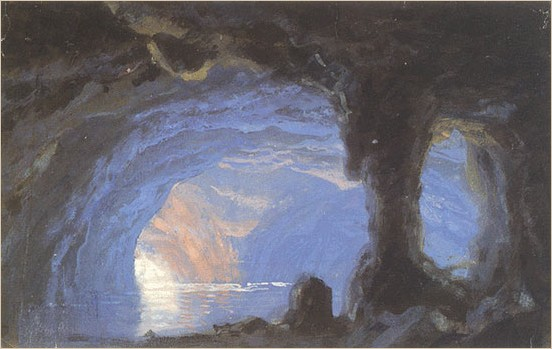
Entwurf für das Bühnenbild zum 2. Akt, 1842

Teresina erwacht in der blauen Grotte (auf Capri) in Gesellschaft von Najaden. Der Meeres-Dämon Grotto erscheint und verwandelt auch Teresina in eine Najade. Diese beginnt mit den anderen Meeresgeistern zu tanzen und Grotto wirbt um Teresina.
Auf der Suche nach seiner Verlobten kommt Gennaro mit seinem Boot in die Grotte und findet Teresina tatsächlich. Doch wegen ihrer Verwandlung hat diese ihr Gedächtnis verloren und kann sich zunächst nicht an ihr voriges Menschenleben erinnern. Doch durch Gennaros Liebe kehrt ihre Erinnerung langsam zurück und sie begreift die Situation. Grotto erscheint, versucht Teresina zurückzuhalten und bedroht Gennaro. Dieser schafft es jedoch mit Hilfe des Madonnenbildes den Meeres-Dämon einzuschüchtern und zu besiegen (an dieser Stelle hört man in der Musik einen Ausschnitt aus dem Weihnachtslied „O Du fröhliche, O Du selige“ !). Schließlich nimmt Teresina wieder ihre menschliche Gestalt an und die beiden Liebenden verlassen die Grotte.

### Akt 3: Das Hochzeitsfest

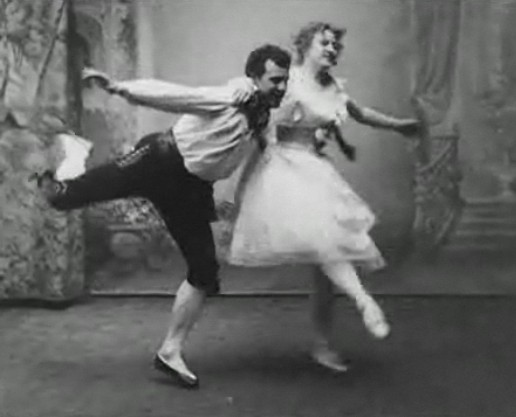
Schnappschuss der Tarantella aus Napoli, 1903

Teresina, ihre Mutter, Gennaro und ihre Freunde haben eine Dankprozession zu einem Madonnenbild in Neapel gemacht. Noch einmal versuchen die zurückgewiesenen Peppo und Giacomo ein Gerücht über Gennaro in die Welt zu setzen, dass er mit dem Teufel im Bunde sei. Gennaro schreitet jedoch ein und vertreibt die beiden. Nachdem Fra Ambrogio dem Brautpaar seinen Segen erteilt hat, beginnt ein wunderbares Fest, bei dem Teresina und Gennaro mit ihren Freunden unter anderem eine fröhliche Tarantella tanzen. Das Ballett endet in ausgelassener Feststimmung.

## Aufnahmen
- Napoli (+ La Ventana und Polka militaire) (= Vol. 2 von: Musikken til Bournonvilles Balletter (Music to the Bournonville Ballets)), Aalborg Symphony Orchestra, Dir.: Peter Ernst Lassen (Danacord, 2005/2007)

## Filme
Originalfassung:
- Napoli (Choreografie: August Bournonville; Einstudierung: Kirsten Ralov; Musik: Edvard Helsted, G. Rossini, Niels W. Gade, Holger Simon Paulli, H. C. Lumbye), mit Linda Hindberg (Teresina), Arne Villumsen (Gennaro) u. a., The Royal Danish Ballet & Orchestra, Dir.: Peter Ernst Lassen (The National Video Corporation & Danmarks Radio, 1986)

Verfälschte modernisierte Fassung:
- Napoli (Choreographie: Sorella Englund & Nikolaj Hübbe nach August Bournonville; Musik: Edward Helsted, Louise Alenius (Akt 2), Holger Simon Paulli, H. C. Lumbye), mit Alexandra Lo Sardo (Teresina), Alban Lendorf (Gennaro) u. a., The Royal Danish Ballet, Det Kongelige Kapel, Dir.: Graham Bond (Opus Arte, 2015)